# Schützenpanzerwagen Sd.Kfz. 251 mit FlaK

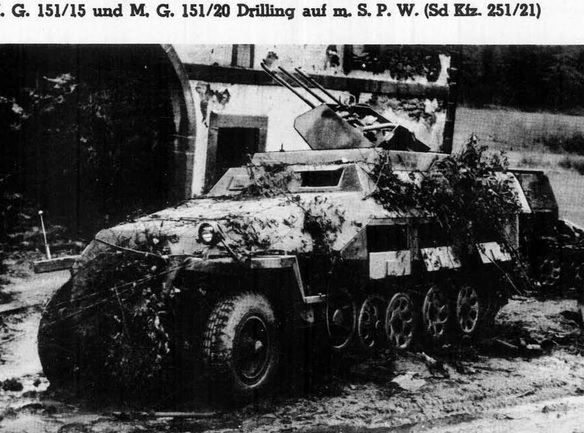
Sd.Kfz. 251/21 mit Drillingsflak

Der Schützenpanzerwagen 251 (Sd.Kfz. 251) war ein Halbkettenfahrzeug der deutschen Wehrmacht im Zweiten Weltkrieg. In seinen vier verschiedenen Ausführungen diente er als Trägerfahrzeug für zahlreiche Varianten. Hier werden ausführlicher die Varianten mit leichter Flugabwehrkanone (FlaK) behandelt, insbesondere das Sd.Kfz. 251/17 und das Sd.Kfz. 251/21.
Zum Hauptartikel -> Schützenpanzerwagen Sd.Kfz. 251

## Leichte 2-cm-FlaK als Selbstfahrlafette an der Front
Seit dem Beginn des Zweiten Weltkriegs wurden von den deutschen Truppen Fahrzeuge zur Begleitung der schnellen Truppen (Infanterie (mot), Schützen, Kradschützen und Panzer) systematisch oder auch als Truppenumbau mit leichten Flak-Geschützen bestückt. Zum einen waren diese Fahrzeuge schnell in der Lage auf eine Bedrohung aus der Luft zu reagieren, zum anderen sammelten die Truppen jedoch auch Erfahrungen mit diesen Waffen mit hoher Feuergeschwindigkeit im Erdkampf.
Nachteilig wirkte sich immer aus, das diese Fahrzeuge praktisch immer ungepanzert waren und bei der Unterstützung im Erdkampf in vorderster Linie, schnell Opfer der gegnerischen Abwehrmaßnahmen (Artillerie, Granatwerfer oder Panzervorstöße) wurden.
Historisch mit Originalfotos belegte Waffenträgerfahrzeuge für 2-cm-FlaK:
- Sd.Kfz. 10/4  2cm Flak 30  auf leichtem Zugkraftwagen 1t  frühe Ausf. mit Auffahrrampe
- 2cm Flak 30 (Sf.) auf  Einheits-Fahrgestell II  Kleinserie  Division Hermann Göring
- 2cm Flak 30 (Sf.) auf  Einheits-Fahrgestell II Nordafrika / Truppenimprovisation
- 2cm Flak 30 auf Opel Blitz 3t
- 2cm Flak 30 auf Bren-Carrier (e)  Einzel-Fzg  Nordafrika / Truppenimprovisation
- Flakpanzer I  2cm Flak 38 auf Fgst. Panzerkampfwagen I Ausf. A  Kleinserie
- Kfz. 69  2cm Flak 38 auf schwerem  Einheits-Pkw mit Stützachse
- Kfz. 70  2cm Flak 38 auf Krupp L 2 H 143  (6x4)
- Sd.Kfz. 10/5  2cm Flak 38 auf leichtem  Zugkraftwagen 1t  späte Ausf.
- Sd.Kfz. 10/5  2cm Flak 38 auf leichtem  Zugkraftwagen 1t  späte Ausf. / teilgepanzert  Truppenimprovisation
- Sd.Kfz. 10/5  2cm Flak 38 auf leichtem  Zugkraftwagen 1t  späte Ausf. / teilgepanzert
- 2cm Flak 38 auf Universal-Carrier  (e)  Einzel-Fzg  Gebirgsjäger / Truppenimprovisation
- 2cm Flak 38 auf CMP - Lkw (ka) Einzel-Fzg  Nordafrika / Truppenimprovisation
- 2cm Flak 38 in Spähwagenlafette auf  Steyr 1500 A  Einzel-Fzg  Nordafrika / Truppenimprovisation
- 2cm Flak 38 auf TL 37 Modell 42 (i)  SPA  Einzel-Fzg  Truppenimprovisation
- 2cm Flak 38 auf Halbketten-Lkw Ford 3t Truppenimprovisation
- 2cm Flak 38 auf Halbketten-Lkw Opel 3t Truppenimprovisation
- Unic P 107  2cm Flak 38 auf U 304 (f) teilgepanzert
- Unic P 107  2cm Flak 38 auf U 304 (f) gepanzert
- Flakpanzer 38 (t)  2cm Flak 38 auf Fgst. Panzerkampfwagen 38 (t) Kleinserie

Der erste Entwurf eines gepanzerten Fahrzeugs zur Fliegerabwehr war der leichte Truppenluftschutzwagen Sd.Kfz. 250/4, Gerät 894, auf Basis des Sd.Kfz. 250 Ausf. A, mit dem schon vorhandenen MG 34 in Zwillingslafette. Es kam zur Truppenerprobung in der Sowjetunion aber das Fahrzeug wurde nicht allgemein eingeführt. Sicherlich war die Feuerkraft nicht ausreichend.
Mit dem Sd.Kfz. 250/9 wurde ein Fahrzeug mit einer 2-cm-Bewaffnung in Sockellafette produziert. Doch für den Einsatz gegen schnellfliegende Tiefflieger war die Richtfähigkeit im nach oben offenen Drehturm nur ein Behelf. Die schnelle Rotation einer freistehenden Flak, war bei dieser Konstruktion nicht zu erreichen.
Zwar sah die Grundkonstruktion des Sd.Kfz. 251 bereits ein MG zur Fliegerabwehr und Rundumverteidigung hinten am Fahrzeug vor, doch ab 1942, war die Wirkung gegen die modernen Flugzeugtypen ungenügend. Für die Bewaffnung mit einer regulären 2-cm-Flak war anfangs die bauliche Veränderung des schmalen Aufbau erforderlich und später konnte diese durch neuartige Lafetten erreicht werden.

## Sd.Kfz. 251/17 (2-cm-FlaK 38)

### Ausf. C - Division Herman Göring
Das Sd.Kfz. 251/17 war der mittlere Schützenpanzerwagen mit 2-cm-Flak 38, Gerät 917. Von diesem Fahrzeug existierten zwei verschiedene in nennenswerter Stückzahl gefertigte Versionen sowie viele verschiedene Truppenumbauten. Die bekannteste Version war die auf Basis des Sd.Kfz. 251 Ausführung C mit abklappbaren Seitenwänden gefertigte Ausführung. Um Rundumfeuer mit niedriger Rohrerhöhung und der Bedienmannschaft die Arbeit um das Geschütz zu ermöglichen, konnten die Seitenwände abgeklappt werden.

### Ausf. D - 2-cm-Schwebelafette
Bei der zweiten Version handelt es sich um den mittleren Schützenpanzerwagen mit der 2-cm-Flak in einer Schwebelafette. Diese sehr kleine Lafette fand ihren Platz auf einem Sockel hinter den Sitzen des Fahrers und des Funkers im Kampfraum. Für diese Bauart mussten nur die mittleren Sitzbänke entfernt werden. Bei den verschiedenen Truppenumbauten wurde die Flak meist auf einer im Kampfraum eingelassenen Plattform eingebaut, um die nötige Feuerhöhe im Kampfraum zu erhalten. Teilweise wurden die schrägen Kampfraumwände leicht verändert.

### Ausf. D - 2-cm-Hängelafette
Möglicherweise nie gebaut wurde ein Fahrzeug mit einer 2-cm-Hängelafette, analog dem Sd.Kfz. 250/9 späte Ausführung und dem Aufklärungspanzer 38 (2-cm).
Allerdings gibt es eine Umsetzung dieses theoretisch möglichen Fahrzeugs im Modellbaubereich.

## Sd.Kfz. 251/21 (2-cm-Fla-MG 151/20 (Drilling))
Im Jahr 1943 zeichnete sich ab, dass die Luftabwehrkapazitäten der Truppe den Erfordernissen nicht mehr gerecht wurden. Für moderne Flak-Panzer reichte die Produktionskapazität nicht aus. Als schnell verfügbare Lösung wurde aus überzähligen Bordwaffen der Luftwaffe der Flak-Drilling entwickelt. Drei 1,5-cm-MG 151/15 oder 2-cm-MG 151/20 wurden in einer körpergerichteten Drillingslafette auf einem Sockel kombiniert. Das MG 151 (Kaliber 15 oder 20 mm) war bis dahin nur in Flugzeugen der deutschen Luftwaffe zum Einsatz gekommen. Den Ausschlag gaben die hervorragenden ballistischen Eigenschaften des MG 151/20 und die hohen Abschusserfolge gegen feindliche Flugzeuge. Für die Flak wurde in der Mitte des Kampfraumbodens des Sd.Kfz. 251 eine runde Lafette aufgeschweißt und darauf der Drilling befestigt. Die Munition wurde in Gurtform in großen Kästen seitlich an der Lafette eingehakt, die sich mit der Kanone drehten. Die Kisten der beiden äußeren Kanonen beinhalteten jeweils 250, die innere 400 Schuss Munition. Der Innenraum des Fahrzeugs war durch das Geschütz derart beengt, dass nur jeweils eine zusätzliche Kiste Munition und ein Ersatzlauf für jede Kanone mitgeführt werden konnte. Daher wurde dieser FlaK-Panzer, dessen Bezeichnung nun Sd.Kfz. 251/21 lautete, häufig von Munitionswagen – meist gepanzerten Halbkettenfahrzeugen oder umgebauten Panzerkampfwagen III – begleitet. Der Munitionsvorrat für ein Fahrzeug betrug 3000 Schuss.
Die Waffe war körpergerichtet; sowohl Höhen- als auch Seitenrichtung wurden allein vom Richtkanonier durch Körperverlagerung beeinflusst. Der Schütze stand hinter der Waffe und stemmte die Schultern in entsprechende Richtbügel, so dass er das Ziel anvisieren konnte. Um die Waffe anzuheben, ging er in die Knie, zur Seitenrichtung bewegte er sich entsprechend zur Seite. Die Mannschaft bestand zudem aus Fahrer, Funker, zwei Ladeschützen und einem Beobachter mit einem Entfernungsmessgerät, der jedoch gegen Kriegsende wegfiel.
Vom Schützenpanzerwagen 251/21 mit Flak-Drilling wurden von 1944 bis 1945 etwa 400 Stück auf Basis des Sd.Kfz. 251 Ausf.D hergestellt sowie etwa 200 aus existierenden Sd.Kfz. 251 umgebaut. Der Flak-Drilling selbst wurde auch in anderen Fahrzeugen eingesetzt, z. B. auf erbeuteten M8 Greyhound-Spähpanzern oder auf „Beton-Flakwagen“ als Eisenbahnflakwagons.
Zur Fla-Waffe -> 2-cm-Fla-Drillings-MG 151/20